# Pirata spiniger
Pirata spiniger är en spindelart som först beskrevs av Simon 1898.  Pirata spiniger ingår i släktet Pirata och familjen vargspindlar. Inga underarter finns listade i Catalogue of Life.